# Marcus Bean
Marcus Tristam Bean (2 tháng 1 năm 1984) là một tiền vệ người Jamaica. Hiện anh đang thi đấu cho Colchester United F.C.